# Fifth Third Bank Tennis Championships 1995
Il Fifth Third Bank Tennis Championships 1995 è stato un torneo di tennis facente parte della categoria ATP Challenger Series nell'ambito dell'ATP Challenger Series 1995. Il torneo si è giocato a Lexington negli Stati Uniti dall'1 al 6 agosto 1995 su campi in cemento.

## Vincitori

### Singolare
Mark Knowles ha battuto in finale  Kenny Thorne con il punteggio di 6–4, 7–5.

### Doppio
Fernon Wibier /  Chris Woodruff hanno battuto in finale  Jamie Morgan /  Andrew Painter con il punteggio di 7–5, 6–2.